# جيف سيفرسون
جيف سيفرسون (بالإنجليزية: Jeff Severson)‏ هو لاعب كرة قدم أمريكية أمريكي، ولد في 16 سبتمبر 1949 في فارغو في الولايات المتحدة.

## وصلات خارجية
- جيف سيفرسون على موقع مرجع كرة القدم المحترفة.كوم (الإنجليزية)